# Prunus virginiana
Prunus virginiana, hay còn gọi là anh đào đắng, anh đào chim Virginia, chokecherry, là một loại cây bụi thuộc chi Mận mơ, mọc nhiều ở Bắc Mỹ. Loài này được tìm thấy ở phần lớn Canada (không bao gồm Yukon, Nunavut và Labrador), hầu hết các bang Hoa Kỳ (tính cả Alaska nhưng không tính các tiểu bang ở đông nam) và một phần phía bắc của Mexico (bao gồm Sonora, Chihuahua, Baja California, Durango, Zacatecas, Coahuila và Nuevo León).

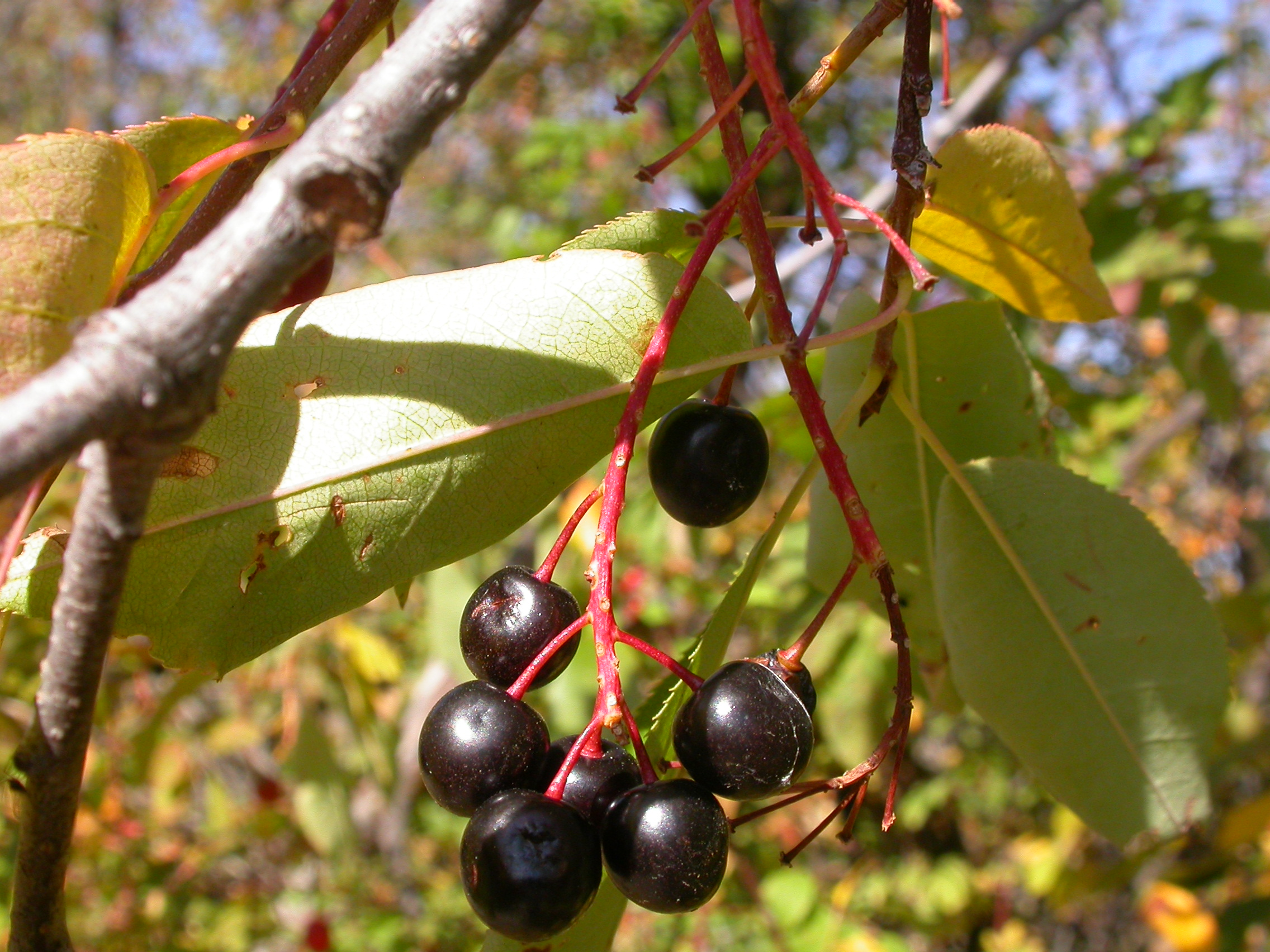
Quả của Prunus virginiana

## Mô tả
P. virginiana là một loại cây bụi rụng lá, cao đến 5 mét. Lá hình bầu dục, dài từ 3 đến 10 cm, có răng cưa 2 bên mép. Hoa mọc thành chùm, cuống dài khoảng 40–76 cm, nở vào cuối xuân. Hoa có mùi thơm khá gắt làm cho nhiều người cảm thấy khó chịu. Quả hình cầu, đường kính khoảng 1 cm, có màu đỏ sậm hoặc đen, có vị chua xen lẫn vị đắng khi chưa chín, quả chín màu đỏ sậm thường ngọt hơn. Quả của P. virginiana chứa hàm lượng cao các chất chống oxy hóa, chẳng hạn như anthocyanins.
P. virginiana có nhiều nét tương đồng với anh đào đen (loài Prunus serotina) ở khu vực miền đông Bắc Mỹ nên dễ gây nhầm lẫn. Anh đào đen P. serotina có thân cao hơn và lá dài hơn, quả chín lại có màu đỏ tươi; thứ hai, răng cưa ở mép lá của P. serotina cùn hơn so với P. virginiana.
P. virginiana trong hoang dã là vật chủ của loài sâu bướm lều, là loài phá hoại các loại cây ăn quả khác. Các phân loài của P. virginiana:
- Prunus virginiana var. virginiana
- Prunus virginiana var. demissa
- Prunus virginiana var. melanocarpa

## Sử dụng

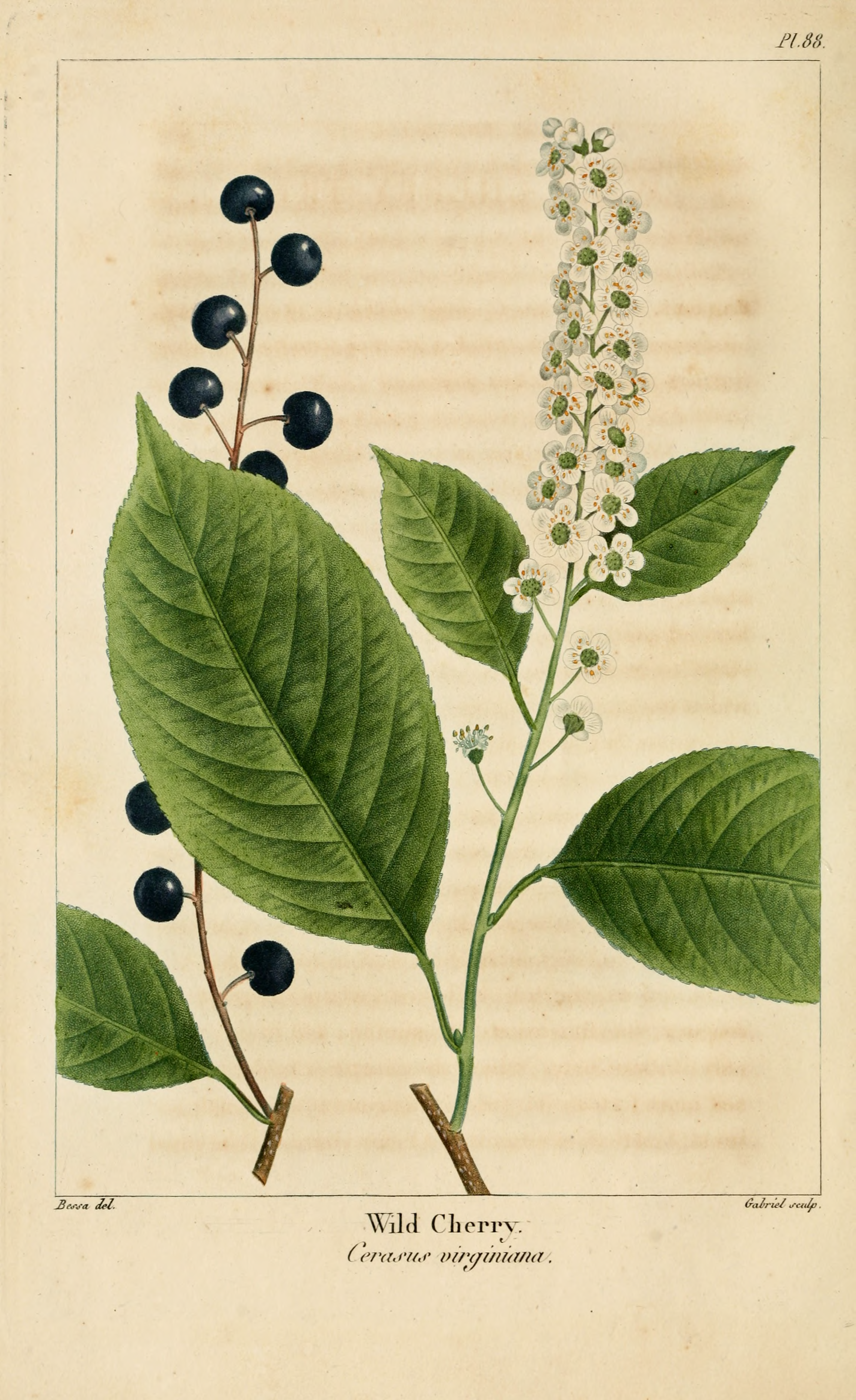
Prunus virginiana

Đối với nhiều bộ tộc người Mỹ bản địa, quả của P. virginiana là nguồn thực phẩm quan trọng nhất trong các bữa ăn của họ. Lớp vỏ rễ của P. virginiana được sử dụng để ngăn ngừa, điều trị cảm lạnh, sốt và các chứng bệnh liên quan đến dạ dày. Vỏ thân của nó cũng được thêm vào hỗn hợp các thảo dược để làm thuốc hút của người bản địa. Quả của nó được dùng làm mứt hoặc siro, nhưng vì vị đắng của nó nên cần nhiều đường để làm ngọt.
Lá của P. virginiana có thể giết chết các động vật móng guốc nếu ăn phải vì chúng có chứa xyanua kịch độc. Tuy nhiên, sâu bướm lại ăn được loại lá này. P. virginiana cũng được dùng để chế biến rượu vang ở miền tây Hoa Kỳ (chủ yếu ở hai bang Dakota và Utah) và bang Manitoba của Canada.
Năm 2007, P. virginiana được xem là loài bản địa của bang North Dakota, thông qua một dự luật được ký bởi thống đốc bang John Hoeven, bởi vì những bằng chứng khảo cổ của nó được tìm thấy nhiều nhất tại đây.